# Agnetina navasi
Agnetina navasi är en bäcksländeart som först beskrevs av Wu, C.F. 1935.  Agnetina navasi ingår i släktet Agnetina och familjen jättebäcksländor. Inga underarter finns listade i Catalogue of Life.